# Талліннський технічний університет

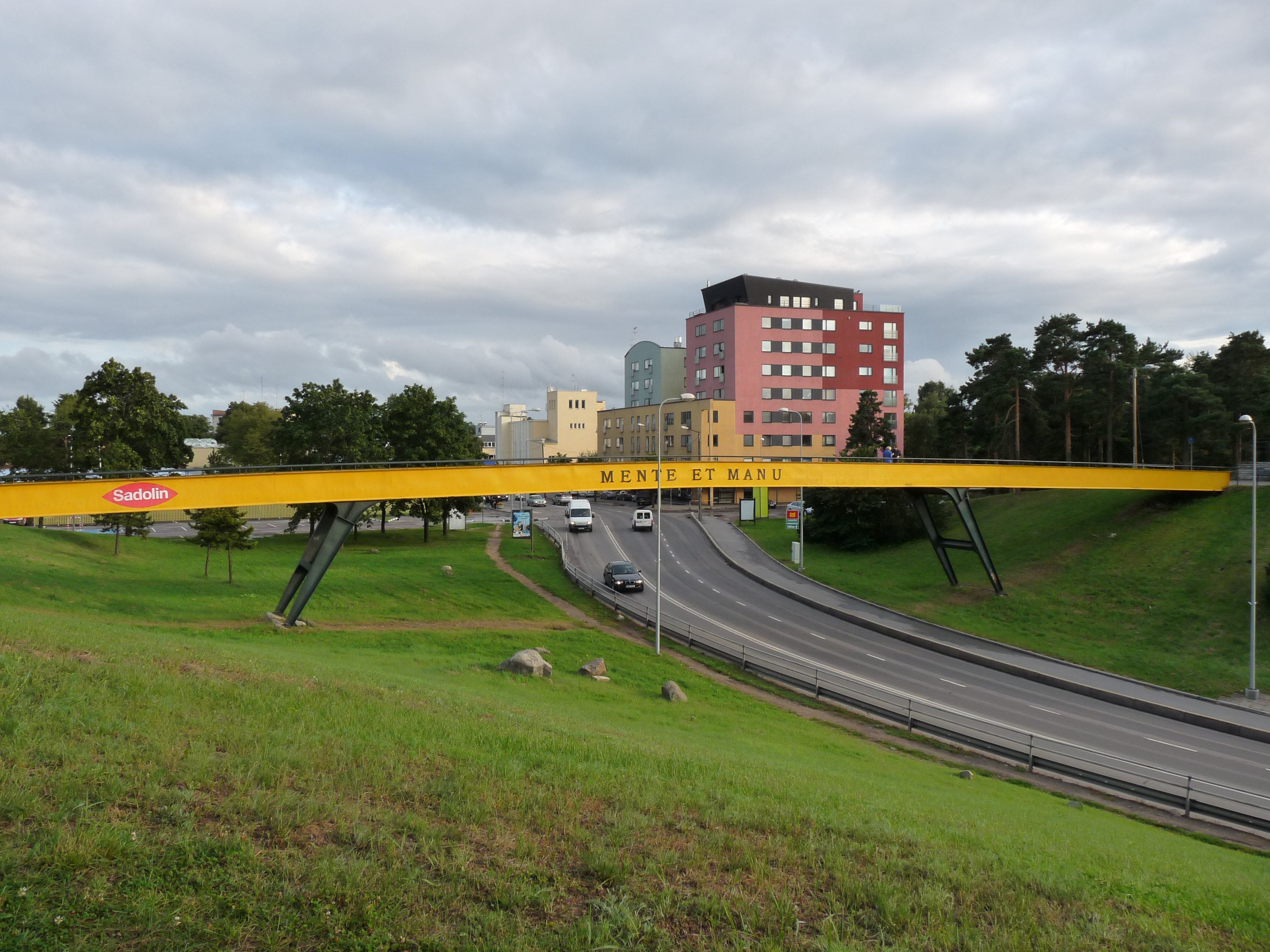
Міст на кордоні між Мустамяє та Нимме, що містить девіз ТТУ

Таллінський технічний університет (ТТУ) (ест. Tallinna Tehnikaülikool (TTÜ)) — один з провідних університетів Естонії. Розташований в столиці Естонії — Таллінні.
Є одним з провідних інженерних вишів у країнах Балтії та нових країнах Європейського союзу, ТТУ має найбільше патентів на своє ім'я.
В університеті навчається понад 14 тисяч студентів. На факультетах та в науково-дослідницьких центрах працюють близько 2000 чоловік, серед них 125 професорів.. Навчання здійснюється естонською, російською та англійською мовами.

## Структура

### Факультети
- Будівельний
- Енергетичний
- Соціальний
- Факультет інформаційних технологій
- Факультет хімії і технології матеріалів
- Економічний
- Факультет математики та природничих наук

### Інститути
- Естонський інститут економіки
- Геологічний інститут
- Інститут кібернетики
- Інститут дослідження сланців
- Естонський інститут дослідження енергії
- Інститут морських систем

### Коледжі
- Вірумааський коледж[6]
- Курессаареський коледж[7]
- Талліннський коледж[8]
- Тартуський коледж[9]

### Заклади, що належать до ТТУ
Талліннська обсерваторія — належить до Інституту фізики при Факультеті математики та природничих наук

## Історія
Талліннський технічний університет засновано 1918, права університету отримав 1936 року.
17 вересня 1918 року почала свою діяльність школа із викладанням естонською, заснована Естонським технічним товариством. Тут викладали машинобудування, електротехніку, суднобудування, гідротехніку, будівництво й архітектуру. З осені 1919 року школа почала називатись Талліннським технікумом. Додались відділення агромеліорації, землемірне й технічної хімії. Для потреб Сил оборони також було створено відділення морської інженерії та механіки. В технікумі діяла школа корабельних механіків. Держава націоналізувала технікум 1920 року. Курс школи поділяється на підготовчий, нижчий і вищий ступені. Підготовчий курс із терміном навчання 3 роки був розрахований на здобуття у подальшому необхідного рівня освіти. Нижчий ступінь технікуму готував техніків, вищий — інженерів та архітекторів. 1923 року підготовчий курс став незалежною технічною гімназією, вищий ступінь отримав назву вищої технічної школи, студенти якої отримали права, рівні з правами студентів Тартуського університету.
1923 року в Талліннському технікумі почав роботу Державний випробувальний центр. Головна увага приділялась використанню місцевих природних ресурсів у будівництві, енергетиці та хімічній промисловості.
1934 року підготовка інженерів почалась у Тартуському університеті. 1936 технічний факультет було переведено в Талліннський технікум, який за законом, прийнятим державним старійшиною 15 вересня 1936 року, почав називатись Талліннським технічним інститутом. Закон установив, що в технічному інституті існують три відділення: будівельне, хімічне, а також відділення механіки й механічної технології. З 1 січня 1938 року університет почав йменуватись Талліннським технічним університетом, де було два факультети: будівельно-механічний і гірсько-хімічний. Наукова праця сконцентрувалась у створених лабораторіях. Почалось присудження наукових ступенів. 1939 року почався прийом на електротехнічні спеціальності. 1940 року було створено економічний факультет. 1958 було створено енергетичний факультет, де було зосереджено фахівців у галузі енергетики. 1965 року було відкрито факультет автоматики.
1941 та в період з 1944 до 1989 року заклад називався «Талліннський політехнічний інститут» (ТПІ) (ест. Tallinna Polütehniline Instituut (TPI)). Назва «Талліннський технічний університет» була відновлена постановою № 257 від 21 липня 1989 року Ради міністрів ЕРСР.
1991 року було розпочато процес переходу на предметну систему навчання, 1992 була реформована навчальна структура університету. З 1995 року почалась підготовка бакалаврів. З 1997 було розпочато прийом на дипломне навчання спеціалістів.
З вересня 2002 року відбувся перехід на нову систему навчальних програм (3 роки бакалаврат і 2 роки магістратура), після чого процес навчання було уніфіковано з процесом навчання в європейських університетах. Роботу почало англомовне міжнародне навчання як на рівні бакалаврату, так і на рівні магістратури. Всі програми мають акредитацію.
В результаті підписаної 27 травня 2008 року угоди про об'єднання, починаючи з 1 липня 2008 Міжнародний університет Audentes є структурною одиницею Талліннського технічного університету, що діє під його управлінням.

## Академіки
З 60 академіків Естонської академії наук, 15 пов'язані з ТТУ
- Гіллар Абен, інститут кібернетики ТТУ, обраний 1977
- Юрі Енгельбрехт, інститут кібернетики ТТУ, будівельний факультет, обраний 1986
- Димитрі Кальйо, інститут геології ТТУ, обраний 1983
- Вальдек Кульбах, будівельний факультет, обраний 1986
- Рейн Кюттнер, факультет механіки, обраний 1997
- Юло Лілле, факультет математики та природничих наук, обраний 1983
- Енн Мелліков, факультет хімії й технології матеріалів, обраний 2003
- Уно Мересте, факультет економіки, обраний 1994
- Лео Митус, факультет інфотехнології, обраний 1993
- Арво Отс, факультет механіки, обраний 1983
- Анто Раукас, Інститут геології ТТУ, обраний 1977
- Март Саарма, факультет математики та природничих наук, обраний 1990
- Енн Тиугу, Інститут кібернетики ТТУ, обраний 1981
- Раймунд-Йоганнес Убар, факультет інфотехнології, обраний 1993
- Міхкель Вейдерма, факультет хімії й технології матеріалів, обраний 1975

## Розташування
Талліннський технічний університет розташовується в талліннському районі Мустамяє, за 7 кілометрів від центра міста.
- Громадський транспорт:
  - З центра міста: автобуси № 23, 36, тролейбуси № 3, 4 (~20 хвилин)
  - З Коплі: автобус № 33, тролейбус № 9 (~30 хвилин)
  - З Нимме: автобуси № 10, 27, 33 (~15 хвилин)
  - З Гааберсті: автобуси № 10, 27, 36 (~15 хвилин)